# Slaget ved Gadebusch
Slaget ved Gadebusch var Sveriges sidste triumf i Den store nordiske krig. Det blev udkæmpet af svenskere for at undgå at miste byen Stralsund ved Rügen til danske og sachsiske styrker

## Baggrund
Sverige havde i 1712 mistet alle sine besiddelser syd for Østersøen til Danmark, Sachsen og Rusland. Wismar og Stettin var belejret. Sverige så det som yderst vigtigt ikke at miste Stralsund, hvor de allierede havde samarbejdet om belejringen. Derfor havde den svenske general Magnus Stenbock udarbejdet en plan om at føre en svensk armé til Pommern. I september blev soldater sendt fra Karlshamn til Rügen med skibe, men forrådene blev på skibene, og de blev angrebet, erobret eller sænket af den danske flåde. Det varede fire uger, inden den svenske armé kom over fra Rügen til fastlandet. Stenbock besluttede at i stedet for at angribe en stærk russisk-sachsisk armé syd for Stralsund at drage vestover mod Mecklenburg. Derved kunne han vælge mellem at holde styrken samlet eller dele den op og forhindre de allierede styrker i at blive forenede. I begyndelsen af november slog svenskerne lejr vest for Rostock. En fjorten dages våbenhvile blev indgået, og Stenbocks armé genvandt kræfterne, mens den danske armé under Jobst von Scholtens ledelse rykkede nærmere de russisk-sachsiske tropper. Den 3. december nåede danskerne frem til Gadebusch, og den 8. december slog svenskerne lejr cirka en mil øst foran byen. Natten efter flyttede danskerne til en bedre stilling tre kilometer sydligere.

## Slaget
Om morgenen sendtes fra svensk side oberst Bassewitz med 200 heste ud for at besigtige og undersøge fjendens forhold og lejr, hvorpå armeen efter gudstjenesten fulgte i fem kolonner som dagen før.
Kort tid efter traf Bassewitz på en fjendtlig feltvagt, som omgående trak sig tilbage, og han kom danskerne så nær, at han kunne iagttage deres stillinger.
Danskerne havde natten mellem 8. og 9. trukket sig ud fra deres lejr ved Gadebusch og stillet sig op i slagorden ret fordelagtigt på et højdedrag et stykke derfra. På højre side havde de en stor skov, på venstre side var de beskyttet af floden ved Gadebusch, og foran sig havde de et morads, som også var gennemskåret af floden. Da obersten kom tilbage med rapporten, steg feltmarskal Stenbock til hest til trods for, at han endnu var ganske svag af sygdom og tog selv pladsen i øjesyn. Han fandt danskernes fordele at være sådanne, at han hverken til højre eller til venstre kunne angribe dem. Bakkedraget til højre var besat med nogle danske bataljoner støttet af kavaleri og artilleristykker, kun lige frem fandtes en åbning, omtrent tusind fod bred, hvorigennem armeen kunne trænge frem under beskydning fra danskerne. Danskerne havde dog kun kanoner på deres højre side, men ingen i skoven til venstre, og Stenbock bestemte sig til med kanoner beskyde danskernes stillinger på bakken for at derefter at rykke frem ad den planlagte vej.
Klokken tolv middag rykkede oberstløjtnant Cronstedt frem med 12 kanoner og begyndte at beskyde den danske stilling på højdedraget. Da danskerne havde trukket sig noget tilbage, indledtes angrebet omkring klokken ét. Kampen blev hård, og især Dalregementet mistede en stor del af sine officerer. Det danske kavaleri var de første til at vige pladsen. På den højre fløj veg danskerne først, på den venstre derimod blev de svenske angreb slået tilbage. Men efter at den højre fløj havde trukket sig tilbage, blev danskerne nødsaget at trække sig tilbage. I løbet af eftermiddagen begyndte det at sne, og da danskerne begyndte at vige ved firetiden, var det for mørkt for svenskerne til, at de kunne optage forfølgelsen. Desuden havde svenskerne lidt svære tab.
Generalløjtnant Carl Gustaf Dücker, som ledede venstre fløj i den svenske hær, fik under slaget en kugle i venstre kindben, og kuglen blev siddende i hans hals. Oberst Palmfelt, som ledede Västgöta-Dals regemente, fik en kugle i mellemgulvet og døde nogle dage efter.
På den danske side undslap grev von Fleming og Frederik 4. af Danmark, hvorimod generalmajor Daa og brigadier Bülow døde. Generalmajor Mörner blev fanget, men fik mod kvittering tilladelse til drage hjem.

## Følger
Slaget blev ikke en afgørende sejr for svenskerne, da en stor del af de danske og sachsiske tropper slap væk. Dog havde Stenbock opnået at bryde den jernring, som modstanderne havde omringet Sverige med. Det blev den sidste store sejr for det svenske stormagtsvælde, men den savnede strategisk betydning. Stenbocks indsats anerkendtes af Karl XII, og han udnævnte Stenbock til feltmarskal.